# Skarpa Puławska
Skarpa Puławska, Skarpa lub Osiedle Bielawska-Żywnego – osiedle w dzielnicy Mokotów w Warszawie.

## Położenie i charakterystyka
Osiedle Skarpa Puławska położone jest na stołecznym Mokotowie, we wschodniej części obszaru Miejskiego Systemu Informacji Wierzbno. Obejmuje 8-hektarowy teren znajdujący się między ulicami Puławską, Bielawską i Wojciecha Żywnego, skarpą warszawską oraz terenami klubu Warszawianka. Leży w sąsiedztwie zespołu przyrodniczo-krajobrazowego „Arkadia” i stawu Arkadia. W celu jego wybudowania wyburzono domy wzniesione dla kuracjuszy założonego w 1840 roku zakładu hydropatycznego Ludwika Sauvana, który korzystał z pobliskich źródeł. Nazwa osiedla nawiązuje do ul. Puławskiej.
Osiedle zostało zbudowane w latach 1965–1971. Jego generalnym projektantem był według różnych źródeł J. Kulesza lub Tadeusz Stefański. W jego skład wchodzi osiem trzynastokondygnacyjnych budynków wielorodzinnych typu korytarzowego zaplanowanych dla ok. 4–5 tys. mieszkańców oraz budynek techniczno-administracyjny. Bloki mieszkalne znajdują się pod adresami przy ulicy Żywnego 12, 16, 18, 21a i 23, Puławskiej 109b i 111 oraz Bielawskiej 1. Łączna powierzchnia lokali wynosi ponad 50 tys. m². Każdy blok liczył 155 mieszkań w typach M3 oraz M4 – wszystkie z kuchniami bez okien. Budynki posiadają małe balkony.
Budynki zostały wybudowane w technologii wielkopłytowej WUF (Warszawska Uniwersalna Forma). Została ona wcześniej przetestowana podczas planowania i wznoszenia eksperymentalnego Osiedla Prototypów na Służewcu według projektu zespołu architektów w składzie: Andrzej Bielobradek, Jan Drużyński, Tadeusz Stefański, Witold Wojczyński, Zbigniew Pawłowski, Władysław Sieradzki i Jerzy Zoller. Budynki wielorodzinne powstały na bazie przetestowanych budynków 10-kondygnacyjnych. Istniała możliwość wybudowania w tym systemie bloków o 16 kondygnacjach, jednak zrezygnowano z tego ze względu na ekonomikę wykorzystania wyższych dźwigów. Pomimo tego, w momencie powstania były najwyższymi budynkami z wielkiej płyty w Polsce. Projektantami powtarzalnych bloków mieszkalnych byli: Andrzej Bielobradek, Tadeusz Stefański, Zbigniew Pawłowski, Władysław Sieradzki, Jerzy Zoller, Stanisław Dębiński, Halina Skarżyńska, Eleonora Stolarczyk i Lucjan Adamczyk z Biura Projektów Typowych i Studiów Budownictwa Miejskiego. Za tę realizację otrzymali oni w 1967 roku nagrodę Ministra Budownictwa III stopnia.
Inwestorem była Międzyzakładowa Spółdzielnia Mieszkaniowa „Starówka”. Generalnym wykonawcą zostało przedsiębiorstwo PBM-Mokotów. Osiedlem zarządza Spółdzielnia Mieszkaniowa „Mokotów”.
W początkowym okresie eksploatacji osiedla awaryjna okazała się tzw. jednorurowa instalacja centralnego ogrzewania. Nieszczelne były także ściany szczytowe, które zostały w późniejszym czasie docieplone.
W przeszłości elementem wyróżniającym osiedle były elewacje budynków o fakturze z grubego żwiru. Wygląd wynikał z zastosowania płyt z powłoką zewnętrzną, co sprawiało, że w czasie wznoszenia nie było konieczności tynkowania i malowania.

## Galeria
| - Osiedle w latach 60. XX w. od strony ul. Puławskiej – widoczna charakterystyczna elewacja o fakturze z grubego żwiru - Widok na osiedle od strony parku Arkadia, widoczna warszawska skarpa wiślana |